# 谢尔盖·奥登堡

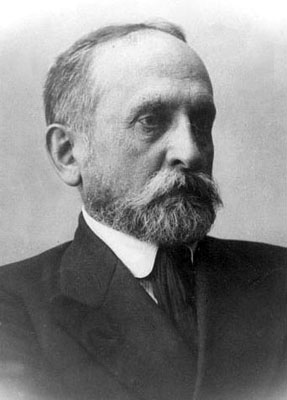
谢尔盖·费奥多罗维奇·奧登堡

谢尔盖·费奥多罗维奇·奧登堡（俄语： 1863年9月26日—1934年2月28日）俄罗斯东方学家，专门从事佛教研究。

## 生平
生于今外贝加尔边疆区涅尔琴斯克区，就读于圣彼得堡大学，曾结识列宁之兄亚历山大·乌里扬诺夫并与列宁见面。1900年入选俄罗斯科学院，1905年起参与俄罗斯地理学会活动。1909年至1915年在中亚探险，期间在中国甘肃从王圆箓手中购入部分敦煌文献。
1905年加入立宪民主党，1912年至1917年入选帝国议会。1917年7月二月革命后在俄国临时政府担任教育部长。十月革命后留在俄国，由于与列宁相识，他促成了俄罗斯民族学家和布尔什维克联合，1919年被契卡短暂逮捕，后至1929年任职于苏联科学院，余生致力于运营苏联东方研究所。1934年去世，孙女佐伊·奥尔登堡是知名法国小说家和历史学家。